# João Francisco Edolo
João Francisco Edolo fou un compositor portuguès del segle xix. Fou un excel·lent director d'orquestra, i va publicar algunes composicions per a piano que no manquen de certa gràcia, diverses fantasies sobre motius d'òpera i alguns arranjaments de les partitures de Gioacchino Rossini. Foren molt celebrades les melodies per a cant, que publicà amb el títol de Modinhas. Els dos germans d'Edolo, Henrique i João Gaspar, cultivaren així mateix amb èxit la música, sent ambdós notables violinistes.